# Islam à Oman
La religion officielle du Sultanat d'Oman est l’ibadisme
La très grande majorité des habitants d'Oman sont musulmans. Parmi eux, on compte une majorité de 75 % d'Ibadis ou une majorité de sunnites. L'ibadisme est une branche du kharidjisme qui s'est constituée autour d'Adb-Allah ibn Ibad. La minorité chiite habite près d'Al-Batinah et de la côte de Mascate. Au sein de cette minorité, on trouve des Al lawatis, des Bahreïnis originaires de Bahreïn, et des Ajam, qui viennent probablement d'Iran. Il existe aussi des sunnites de courants considérés comme plus rigoristes que les ibadis, considérés comme hérétiques. L'islam enseigné dans le pays est un syncrétisme entre sunnisme et ibadisme de façon à nier la divergence.

## Histoire

### Arrivée de l'islam à Oman
Oman devient musulman au cours de la vie de Mahomet. Dans sa volonté d'unifier l'Arabie, il envoie en l'an 629 une lettre aux deux rois d'Oman, Abd et Jaifar, fils de Julanda, les appelant à embrasser l'islam. Après des procédés diplomatiques et l'étude de cette nouvelle religion qu'est alors l'islam, les deux rois deviennent musulmans, et l'islam devient la religion d'Oman. Avant l'arrivée de l'Islam, la population était majoritairement animiste (idolâtres, ou adorateurs d'idoles), une autre partie était Chrétienne, sans oublier une forte minorité Juive.
Après la mort de Mahomet, les deux rois d'Oman unifient les tribus arabes et chassent les persans, qui ne sont pas encore musulmans. La nomination des gouverneurs des musulmans dans les diverses régions relève de la compétence des califes, le premier Abou Bakr puis Omar ibn al-Khattab. Mais le pouvoir politique central est aux mains de la dynastie omanienne d'Al Junanda, jusqu'à ce que le territoire d'Oman soit rattaché à Basra par le troisième calife, Othman ibn Affan.

### Fondement de l'ibadisme
Après l'assassinat du calife Othman, des affrontements sanglants ont lieu entre le calife Ali et le contre-calife omeyyade Muawiya, qui vont donner lieu au schisme islamique entre les sunnites, majoritaires, et les chiites. Le souverain d'Oman, Al Junanda, décide de ne pas prendre parti. Oman reste donc indépendant de la domination omeyyade. Lorsque le gouverneur de l'actuel Irak, Al hajjaj ibn Youssef, lance contre Oman des attaques militaires, la dynastie de Junanda fuit en Afrique et Oman devient un lieu de résistance à la domination omeyyade.
Après divers développements politiques et religieux, l'école ibadite prend forme, s'appuyant sur les idées de Jabir ibn Zaid, né à Nizwa en l'an 12 de l'Hégire (634 apr. J.-C.). Jabir ibn Zaid fut un élève remarqué d'Aïcha, une des femmes de Mahomet, et d'Abdullah ibn Abbas, le cousin de Mahomet, autre grand connaisseur des principes islamiques après lui. En fait, c'est surtout Abdullah ibn Ibad qui prêche les principes de l'ibadisme et suscite son essor à Oman et dans la région.

## Situation actuelle
Le sultan Sa'yd ibn Taymour, qui régna jusqu'en 1970, avait refusé toute occidentalisation. Par exemple, les Omanais ne pouvaient pas avoir de voiture. Son fils, le sultan Qabous, le renversa en 1970, et modernisa rapidement le pays. L'islam est un élément important de la vie des Omanais, vécu de façon naturelle et sans politisation. Le gouvernement soutient la science ibadite, sans la mettre en avant politiquement. Actuellement l'ibadisme est peu sectaire avec le sunnisme ou le chiisme, et favorise l'unité musulmane.
Le fondamentalisme ou fanatisme religieux est très rare à Oman : la vie très majoritairement bédouine des habitants explique que la religion est perçue comme une question très personnelle, qui fait partie de la vie privée et personnelle de chacun. Il y a dans le pays depuis fort longtemps des travailleurs venus d'Inde, du Pakistan ou du Bangladesh (Hindous), notamment. Les Omanais sont généralement très hospitaliers et courtois avec les étrangers, du moment qu'ils respectent la religion locale, l'ibadisme.